# Ábrego
För andra betydelser, se Abrego.
Ábrego, eller abregon, är i spansk- eller portugisiskspråkiga länder, en måttlig sydvästlig (ibland sydlig eller västlig) vind. Ordet kommer från södra Spanien och Portugal där det ursprungligen betydde "från Afrika". Vid ábrego medföljer ofta regnskurar.
Abrego är även ett efternamn i spansk- och portugisiskspråkiga länder.